# Claudio Romo
Pour les articles homonymes, voir Romo.
 (mars 2021).
La mise en forme du texte ne suit pas les recommandations de Wikipédia : il faut le « wikifier ».
Les points d'amélioration suivants sont les cas les plus fréquents. Le détail des points à revoir est peut-être précisé sur la page de discussion.
- Les titres sont pré-formatés par le logiciel. Ils ne sont ni en capitales, ni en gras.
- Le texte ne doit pas être écrit en capitales (les noms de famille non plus), ni en gras, ni en italique, ni en « petit »…
- Le gras n'est utilisé que pour surligner le titre de l'article dans l'introduction, une seule fois.
- L'italique est rarement utilisé : mots en langue étrangère, titres d'œuvres, noms de bateaux, etc.
- Les citations ne sont pas en italique mais en corps de texte normal. Elles sont entourées par des guillemets français : « et ».
- Les listes à puces sont à éviter, des paragraphes rédigés étant largement préférés. Les tableaux sont à réserver à la présentation de données structurées (résultats, etc.).
- Les appels de note de bas de page (petits chiffres en exposant, introduits par l'outil «  Source ») sont à placer entre la fin de phrase et le point final[comme ça].
- Les liens internes (vers d'autres articles de Wikipédia) sont à choisir avec parcimonie. Créez des liens vers des articles approfondissant le sujet. Les termes génériques sans rapport avec le sujet sont à éviter, ainsi que les répétitions de liens vers un même terme.
- Les liens externes sont à placer uniquement dans une section « Liens externes », à la fin de l'article. Ces liens sont à choisir avec parcimonie suivant les règles définies. Si un lien sert de source à l'article, son insertion dans le texte est à faire par les notes de bas de page.
- La présentation des références doit suivre les conventions bibliographiques. Il est recommandé d'utiliser les modèles {{Ouvrage}}, {{Chapitre}}, {{Article}}, {{Lien web}} et/ou {{Bibliographie}}. Le mode d'édition visuel peut mettre en forme automatiquement les références.
- Insérer une infobox (cadre d'informations à droite) n'est pas obligatoire pour parachever la mise en page.

Pour une aide détaillée, merci de consulter Aide:Wikification.
Si vous pensez que ces points ont été résolus, vous pouvez retirer ce bandeau et améliorer la mise en forme d'un autre article.
Claudio Romo (nom complet Claudio Andrés Salvador Francisco Romo Torres), né à Talcahuano le 31 décembre 1968, est un illustrateur chilien.

## Biographie
Dessinateur depuis son enfance et écrivain, après sa licence en Arts plastiques à l’Université de Concepción (1993), il obtient un master en Arts visuels avec spécialisation en graphisme à l’Academia de San Carlos (Escuela Nacional de Artes Plásticas, UNAM) au Mexique en 2004.
Il adore créer des mondes imaginaires et des créatures fantastiques à partir d’un large spectre de références à la littérature, aux mythes et aux légendes. Il est également professeur de graphisme et dessin à l’Université de Concepción.

## Prix et distinctions
- 1996: Gagnant du Concurso Nacional de Arte Joven, Universidad de Valparaíso, Chili avec son œuvre Los sueños de Santos Chavez
- 2008: Prix Amster-Coré pour le dessin et l’illustration éditoriale du Consejo Nacional para la Cultura y las Artes (México) avec son livre El álbum de la flora imprudente, LOM ediciones
- 2009: Prix Amster-Coré pour le dessin et l’illustration éditoriale du Consejo Nacional para la Cultura y las Artes (México) avec son livre Fragmentos de una biblioteca transparente, LOM ediciones
- 2014: Premio Municipal de Arte, Municipalidad de Concepción[2]
- 2015: Premio Municipal de Arte, Municipalidad de Talcahuano

## Expositions personnelles (sélection)
- 2005: Láminas de anatomía apócrifa – exposition personnelle, Pinacoteca de la Universidad de Concepción et Museo Internacional de la Gráfica, Concepción et Chillán, Chili
- 2009: Informe Tunguska – exposition de planches originales, Centro Cultural de España, Santiago, Chili
- 2009: Informe Tunguska – exposition de planches originale, Pinacoteca de la Universidad de Concepción, Concepción, Chili
- 2011: Fragmentos de una biblioteca transparente – exposition de planches originale, Galería Concreta Matucana 100, Santiago, Chili[3]
- 2011: Serie de grabados – Pabellón 83, Lota, Chili[4]
- 2012: Monstruos Mexicanos – exposition de planches originale, Feria Internacional del Libro de Guadalajara, Méxique
- 2015: Viajes por el jardín espectral – Biblioteca Viva, Concepción, Chili[5]
- 2016: Viaggio nel fantasmagorico giardino di Apparitio Albinus. Exposition à ciel ouvert organisée par #logosedizioni & CHEAP – via dell’Abbadia, Bologne[6],[7]
- 2018: Tábula Esmeraldina – exposition de planches originale, Salle David Stitchkin, Galería Universitaria, Concepción, Chili[8]
- 2019: Fragmentos de una biblioteca transparente – exposition de planches originales, Salle Ricardo Donoso, Archivo Nacional, Santiago, Chili[9]
- 2023: Comprendere lo spirito di un golem. Exposition à ciel ouvert organisée par #logosedizioni & CHEAP – via dell’Indipendenza, Bologne, Italie[10]

## Expositions collectives (sélection)
- 2001: Chilenische Grafik – exposition collective de graveurs chiliens, Galerie des Ministères des sciences et des arts de Saxe, Dresde
- 2001: Quatre de ses lithographies entrent dans la collection du Kupferstich-Kabinett, Staatliche Kunstsammlungen, Dresde
- 2002: Exposition collective d’artistes chiliens – Casa de Gobierno del Estado de Tlaxcala
- 2005: Le immagini della fantasia. XXIII Mostra internazionale di illustrazione per l’infanzia – Casa della fantasia, Sarmede
- 2007: Yo es un Otro – Pinacoteca de la Universidad deConcepción, Concepción
- 2008: Immanencias. Sesgos místicos en el arte contemporáneo – exposition collective, Sala de Extensión de la Pontificia Universidad Católica de Chile, Santiago
- 2012: Los Otros – exposition collective, Galería Plop, Santiago[11]
- 2014: Lota 1960 – Galería Plop, Santiago[12]

## Œuvres
- 2004, El cuento de los contadores de cuentos (écrit par Nacer Khémir), Fondo de cultura económica, México
- 2004, Por qué las bailarinas bailan en punta de pies (écrit par Manuel Peña Muñoz), Norma ediciones, Chile
- 2007, El álbum de la flora imprudente: por Lázaro de Sahagún, descubridor y estudioso de la vida vegetal, LOM ediciones, Chile
- 2007, Bestiario, animales reales y fantásticos (écrit par Juan Nicolás Padrón), LOM ediciones, Chile
- 2007, Fragmentos de una biblioteca transparente (écrit par Alexis Figueroa), LOM ediciones, Chile
- 2008, Informe Tunguska (écrit par Alexis Figueroa), LOM ediciones, Chile[13]
- 2008, Los niños de la Cruz del Sur (écrit par Manuel Peña Muñoz), ZIGZAG ediciones, Chile
- 2012, Monstruos Mexicanos (écrit par Carmen Leñero), Conaculta, México
- 2016, Crónica de los hechos portentosos, Pehuen-Erdosain, Chile
- 2016, Viaggio nel fantasmagorico giardino di Apparitio Albinus (traduction de  Federico Taibi) #logosedizioni, Italia[14]
- 2016, A Journey in the Phantasmagorical Garden of Apparitio Albinus (traduction de David Haughton), #logosedizioni, Italia
- 2016, Nueva carne (introduction de Ivan Cenzi ; traduction anglaise de David Haughton), #logosedizioni, Italia
- 2017, Il libro della Flora imprudente (traduction de Federico Taibi), #logosedizioni, Italia[15]
- 2017, The Book of Imprudent Flora (traduction de David Haughton), #logosedizioni, Italia
- 2017, El libro de la Flora imprudente, #logosedizioni, Italia
- 2017, La coronación de las plantas (écrit par Diego S. Lombardi), Jekyll & Jill, España
- 2017, Tavola smeraldina (traduction de Federico Taibi), #logosedizioni, Italia[16]
- 2017, Tábula esmeraldina, #logosedizioni, Italia
- 2018, Fragmentos de una biblioteca transparente (écrit par Alexis Figueroa), Erdosain, Chile
- 2018, Bestiario Mexicano (introduction de Ivan Cenzi), #logosedizioni, Italia[17]
- 2019, Cronache dei mondi sotterranei (traduction de Federico Taibi), #logosedizioni, Italia
- 2021, Herbolaria memorabile (écrit par Alexis Figueroa ; traduction de Federico Taibi), #logosedizioni, Italia
- 2023, Los procesos contra las brujas (écrit par Walter Benjamin), Akal, Espagne
- 2023, Comprendere lo spirito di un golem. Guida pratica e aneddotica, (écrit par Alexis Figueroa, traduction de Federico Taibi), #logosedizioni, Italie

## Séries d’œuvres graphiques
- 1993–1996, Série El Golem, portfolio de 20 lithographies et gravures sur métal
- 1995–1998, Série El niño que enloqueció de amor, portfolio de 15 lithographies et gravures sur métal
- 1998–1999, Crónica de los hechos portentosos, 5 livres avec une série de 16 xylographies[18]
- 2000-2001, Murga de la diablería, 10 livres en grand format avec une série de 13 xylographies, financé par le Fondo Nacional de Desarrollo Cultural y las Artes, Ministerio de Educación, Chili
- 2001-2004, Láminas de antropofagia mexicana, série de 15 livres avec 9 eaux-fortes et lithographies, Laboratorio Blackstone, Ciudad de México
- 2001–2004, Páginas de anatomía apócrifa, série de lithographies et eaux-fortes

## Note
1. ↑   (es) « Artista de múltiples facetas », sur udec.cl
2. ↑   (es) « Profesores de la UdeC serán galardonados como Premios Municipales 2014 »
3. ↑   (es) « Fragmentos de una biblioteca transparente »
4. ↑   (es) « Claudio Romo en el Pabellón 83 »
5. ↑   (es) « Exposición: Viajes por el jardín espectral »
6. ↑   (it) « CHEAP on BOARD – I poster di Claudio Romo Torres in via dell’Abbadia per Logos »
7. ↑  (it) « #APPARITIOALBINUS LA MOSTRA A CIELO APERTO BOLOGNA 2016 »
8. ↑   (es) « Escuela de Verano 2018: Exposición "Tábula Esmeraldina" se inauguró en la Sala David Stitchkin »
9. ↑  (es) El Mostrador Cultura, « Exposición «Fragmentos de una biblioteca transparente» del ilustrador Claudio Romo en Archivo Nacional », sur El Mostrador, 13 octobre 2019 (consulté le 11 août 2023)
10. ↑  (it) Cheap Festival Staff, « CHEAP x LOGOS: Comprendere lo spirito di un Golem di Claudio Romo », sur CHEAP, 28 février 2023 (consulté le 11 août 2023)
11. ↑   (es) « Exposición “Los otros”, Cristina Arancibia, Daniel Blanco, Tomás Ives y Claudio Romo »
12. ↑   (es) « Exposición Lota, 1960 »
13. ↑  (es) « Video presentación de "Informe Tunguska" de Claudio Romo »
14. ↑  (it) « VIAGGIO NEL FANTASMAGORICO GIARDINO DI APPARITIO ALBINUS by Claudio Romo #logosedizioni »
15. ↑  (it) « IL LIBRO DELLA FLORA IMPRUDENTE di Claudio Romo (booktrailer in italiano) »
16. ↑  (it) « TAVOLA SMERALDINA di Claudio Romo (booktrailer in italiano) »
17. ↑  (it) « #BESTIARIO MEXICANO di Claudio Romo (booktrailer) »
18. ↑   (es) « Crónica de los hechos portentosos »